# Gare de Giurgiulești
 (signalé en juin 2025).
Si vous disposez d'ouvrages ou d'articles de référence ou si vous connaissez des sites web de qualité traitant du thème abordé ici, merci de compléter l'article en donnant les références utiles à sa vérifiabilité et en les liant à la section « Notes et références ».
- Archive Wikiwix
- Bing
- Cairn
- DuckDuckGo
- E. Universalis
- Gallica
- Google
- G. Books
- G. News
- G. Scholar
- Persée
- Qwant
- (zh) Baidu
- (ru) Yandex
- (wd) trouver des œuvres sur Wikidata

La gare de Giurgiulești (en roumain : Gara Giurgiulești), est une gare ferroviaire moldave de la ville de Giurgiulești.

## Service des voyageurs

### Desserte
Elle est reliée à la gare de Reni en Ukraine.